# NGC 5483
NGC 5483 је спирална галаксија у сазвежђу Кентаур која се налази на NGC листи објеката дубоког неба.
Деклинација објекта је - 43° 19' 30" а ректасцензија 14h 10m 25,0s. Привидна величина (магнитуда) објекта NGC 5483 износи 11,2 а фотографска магнитуда 11,9. Налази се на удаљености од 24,7000 милиона парсека од Сунца. NGC 5483 је још познат и под ознакама ESO 271-19, MCG -7-29-8, IRAS 14072-4305, PGC 50600.